# Jan Smit/Diskografie
Diese Diskografie ist eine Übersicht über die musikalischen Werke des niederländischen Schlager-Sängers Jan Smit und seinen Pseudonymen wie Jantje Smit. Den Schallplattenauszeichnungen zufolge hat er bisher mehr als 1,7 Millionen Tonträger verkauft, davon alleine in seiner Heimat über 1,2 Millionen. Seine erfolgreichste Veröffentlichung ist das Album Jante Smit: Jeder braucht ein bisschen Glück mit über 250.000 verkauften Einheiten.

## Alben

### Studioalben
| Jahr | Titel                                                                                         | Höchstplatzierung, Gesamtwochen, AuszeichnungChartplatzierungen (Jahr, Titel, Platzierungen, Wochen, Auszeichnungen, Anmerkungen) | Höchstplatzierung, Gesamtwochen, AuszeichnungChartplatzierungen (Jahr, Titel, Platzierungen, Wochen, Auszeichnungen, Anmerkungen) | Höchstplatzierung, Gesamtwochen, AuszeichnungChartplatzierungen (Jahr, Titel, Platzierungen, Wochen, Auszeichnungen, Anmerkungen) | Höchstplatzierung, Gesamtwochen, AuszeichnungChartplatzierungen (Jahr, Titel, Platzierungen, Wochen, Auszeichnungen, Anmerkungen) | Höchstplatzierung, Gesamtwochen, AuszeichnungChartplatzierungen (Jahr, Titel, Platzierungen, Wochen, Auszeichnungen, Anmerkungen) | Anmerkungen                                                                                       |
| Jahr | Titel                                                                                         | DE | AT | CH | NL | BEF | Anmerkungen                                                                                       |
| ---- | --------------------------------------------------------------------------------------------- | --- | --- | --- | --- | --- | ------------------------------------------------------------------------------------------------- |
| 1997 | Ich sing das Lied für dich allein (deutsch) Ik zing dit lied voor jou alleen (niederländisch) | — | — | — | NL1 (41 Wo.)NL | BEF1 (22 Wo.)BEF | Erstveröffentlichung: 26. April 1997                                                              |
| 1997 | Weihnachten mit Jantje Smit (deutsch) Kerstmis met Jantje Smit (niederländisch)               | — | AT37 (3 Wo.)AT | — | NL4 Gold · (7 Wo.)NL | BEF18 (8 Wo.)BEF | Erstveröffentlichung: 15. November 1997                                                           |
| 1998 | Het land van mijn dromen                                                                      | — | — | — | NL2 (22 Wo.)NL | BEF31 (7 Wo.)BEF | Erstveröffentlichung: 16. Mai 1998                                                                |
| 1999 | Jante Smit: Jeder braucht ein bisschen Glück (deutsch) Jantje Smit (niederländisch)           | DE— GoldDE | AT47 (4 Wo.)AT | — | NL7 (15 Wo.)NL | BEF44 (2 Wo.)BEF | Erstveröffentlichung: 17. April 1999 Verkäufe: + 250.000                                          |
| 2000 | 2000                                                                                          | — | — | — | NL32 (7 Wo.)NL | — | Erstveröffentlichung: 20. Mai 2000                                                                |
| 2000 | Ein bisschen Liebe                                                                            | DE10 Gold · (20 Wo.)DE | AT4 Gold · (21 Wo.)AT | CH30 (20 Wo.)CH | — | — | Erstveröffentlichung: 3. September 2000 Verkäufe: + 175.000                                       |
| 2001 | Sing und lach mit mir (deutsch) Zing en lach (niederländisch)                                 | DE22 (9 Wo.)DE | AT21 (8 Wo.)AT | CH48 (6 Wo.)CH | NL33 (8 Wo.)NL | — | Erstveröffentlichung: 22. September 2001                                                          |
| 2002 | Hallo Engel                                                                                   | DE35 (5 Wo.)DE | AT15 (10 Wo.)AT | — | — | — | Erstveröffentlichung: 1. September 2002                                                           |
| 2002 | Zonder jou                                                                                    | — | — | — | NL40 (8 Wo.)NL | — | Erstveröffentlichung: 7. September 2002                                                           |
| 2003 | Op eigen benen                                                                                | — | — | — | NL45 (15 Wo.)NL | — | Erstveröffentlichung: 20. September 2003                                                          |
| 2003 | Für alle                                                                                      | DE74 (1 Wo.)DE | AT35 (5 Wo.)AT | — | — | — | Erstveröffentlichung: 21. September 2003                                                          |
| 2004 | Bewegend                                                                                      | DE86 (1 Wo.)DE | AT58 (1 Wo.)AT | — | — | — | Erstveröffentlichung: 17. Oktober 2004                                                            |
| 2005 | JanSmit.com                                                                                   | — | — | — | NL1 ×3Dreifachplatin · (105 Wo.)NL                                                                                                | BEF22 (50 Wo.)BEF | Erstveröffentlichung: 16. April 2005                                                              |
| 2006 | Op weg naar geluk                                                                             | — | — | — | NL1 Platin · (101 Wo.)NL | BEF12 (51 Wo.)BEF | Erstveröffentlichung: 9. September 2006                                                           |
| 2006 | Jan Smit                                                                                      | — | — | — | — | — | Erstveröffentlichung: 15. September 2006 deutschsprachiges Versionen von Liedern vorheriger Alben |
| 2008 | Stilte in de storm                                                                            | — | — | — | NL1 ×2Doppelplatin · (61 Wo.)NL                                                                                                   | BEF5 (20 Wo.)BEF | Erstveröffentlichung: 23. August 2008                                                             |
| 2010 | Leef                                                                                          | — | — | — | NL1 Platin · (58 Wo.)NL | BEF25 (10 Wo.)BEF | Erstveröffentlichung: 20. März 2010                                                               |
| 2012 | Vrienden                                                                                      | — | — | — | NL1 Platin · (48 Wo.)NL | BEF1 Gold · (51 Wo.)BEF | Erstveröffentlichung: 10. August 2012                                                             |
| 2013 | Ich bin da                                                                                    | DE42 (1 Wo.)DE | AT19 (2 Wo.)AT | — | NL13 (6 Wo.)NL | BEF64 (14 Wo.)BEF | Erstveröffentlichung: 28. Juni 2013                                                               |
| 2014 | Jij & ik                                                                                      | — | — | — | NL1 Platin · (29 Wo.)NL | BEF7 (29 Wo.)BEF | Erstveröffentlichung: August 2014                                                                 |
| 2015 | Kerst voor iedereen                                                                           | — | — | — | NL4 Platin · (8 Wo.)NL | BEF13 (9 Wo.)BEF | Erstveröffentlichung: 6. November 2015                                                            |
| 2016 | 20                                                                                            | — | — | — | NL1 Platin · (17 Wo.)NL | BEF5 (33 Wo.)BEF | Erstveröffentlichung: 16. September 2016                                                          |
| 2018 | Met andere woorden                                                                            | — | — | — | NL1 Gold · (15 Wo.)NL | BEF2 (14 Wo.)BEF | Erstveröffentlichung: 21. September 2018                                                          |
| 2022 | Boven Jan                                                                                     | — | — | — | NL1 Gold · (4 Wo.)NL | BEF2 (9 Wo.)BEF | Erstveröffentlichung: 28. Oktober 2022                                                            |
| 2024 | De mooiste tijd van ’t jaar                                                                   | — | — | — | NL4 (5 Wo.)NL | BEF31 (5 Wo.)BEF | Erstveröffentlichung: 22. November 2024                                                           |

### Livealben
| Jahr | Titel                                           | Höchstplatzierung, Gesamtwochen, AuszeichnungChartplatzierungen (Jahr, Titel, Platzierungen, Wochen, Auszeichnungen, Anmerkungen) | Höchstplatzierung, Gesamtwochen, AuszeichnungChartplatzierungen (Jahr, Titel, Platzierungen, Wochen, Auszeichnungen, Anmerkungen) | Höchstplatzierung, Gesamtwochen, AuszeichnungChartplatzierungen (Jahr, Titel, Platzierungen, Wochen, Auszeichnungen, Anmerkungen) | Höchstplatzierung, Gesamtwochen, AuszeichnungChartplatzierungen (Jahr, Titel, Platzierungen, Wochen, Auszeichnungen, Anmerkungen) | Höchstplatzierung, Gesamtwochen, AuszeichnungChartplatzierungen (Jahr, Titel, Platzierungen, Wochen, Auszeichnungen, Anmerkungen) | Anmerkungen                            |
| Jahr | Titel                                           | DE | AT | CH | NL | BEF | Anmerkungen                            |
| ---- | ----------------------------------------------- | --- | --- | --- | --- | --- | -------------------------------------- |
| 2009 | Live ’09 – Jan Smit komt naar je toe tour 08/09 | — | — | — | NL5 Platin · (20 Wo.)NL | BEF46 (12 Wo.)BEF | Erstveröffentlichung: 25. April 2009   |
| 2013 | Live in Ahoy – Jubileumconcert 2012             | — | — | — | NL1 Gold · (16 Wo.)NL | BEF14 (41 Wo.)BEF | Erstveröffentlichung: 28. Februar 2013 |
| 2013 | Unplugged – De Rockfield Sessies                | — | — | — | NL1 Gold · (26 Wo.)NL | BEF13 (14 Wo.)BEF | Erstveröffentlichung: 24. Oktober 2013 |
| 2018 | Jan & alleman - Het jubileum concert van        | — | — | — | — | BEF2 (1 Wo.)BEF | Erstveröffentlichung: 9. März 2018     |

### Kompilationen
| Jahr | Titel                                                                                                | Höchstplatzierung, Gesamtwochen, AuszeichnungChartplatzierungen (Jahr, Titel, Platzierungen, Wochen, Auszeichnungen, Anmerkungen) | Höchstplatzierung, Gesamtwochen, AuszeichnungChartplatzierungen (Jahr, Titel, Platzierungen, Wochen, Auszeichnungen, Anmerkungen) | Höchstplatzierung, Gesamtwochen, AuszeichnungChartplatzierungen (Jahr, Titel, Platzierungen, Wochen, Auszeichnungen, Anmerkungen) | Höchstplatzierung, Gesamtwochen, AuszeichnungChartplatzierungen (Jahr, Titel, Platzierungen, Wochen, Auszeichnungen, Anmerkungen) | Höchstplatzierung, Gesamtwochen, AuszeichnungChartplatzierungen (Jahr, Titel, Platzierungen, Wochen, Auszeichnungen, Anmerkungen) | Anmerkungen                            |
| Jahr | Titel                                                                                                | DE | AT | CH | NL | BEF | Anmerkungen                            |
| ---- | --- | --- | --- | --- | --- | --- | -------------------------------------- |
| 2004 | Das Beste von Jantje Smit – Rosen für Mamatschi (deutsch) Het beste van Jantje Smit (niederländisch) | DE68 (2 Wo.)DE | AT68 (2 Wo.)AT | — | — | — | Erstveröffentlichung: 22. März 2004    |
| 2004 | Seine ersten Erfolge                                                                                 | — | — | — | — | — | Erstveröffentlichung: 2004             |
| 2011 | 15 jaar hits                                                                                         | — | — | — | NL3 Platin · (64 Wo.)NL | BEF7 Platin · (94 Wo.)BEF | Erstveröffentlichung: 28. Oktober 2011 |
| 2015 | Recht uit m’n hart – Ballades                                                                        | — | — | — | NL1 (28 Wo.)NL | BEF12 (29 Wo.)BEF | Erstveröffentlichung: Januar 2015      |
| 2017 | 20 jaar hits                                                                                         | — | — | — | NL8 (7 Wo.)NL | BEF15 (30 Wo.)BEF | Erstveröffentlichung: 3. November 2017 |

## Singles

### Als Leadmusiker
| Jahr | Titel Album                                                         | Höchstplatzierung, Gesamtwochen, AuszeichnungChartplatzierungen (Jahr, Titel, Album, Platzierungen, Wochen, Auszeichnungen, Anmerkungen) | Höchstplatzierung, Gesamtwochen, AuszeichnungChartplatzierungen (Jahr, Titel, Album, Platzierungen, Wochen, Auszeichnungen, Anmerkungen) | Höchstplatzierung, Gesamtwochen, AuszeichnungChartplatzierungen (Jahr, Titel, Album, Platzierungen, Wochen, Auszeichnungen, Anmerkungen) | Höchstplatzierung, Gesamtwochen, AuszeichnungChartplatzierungen (Jahr, Titel, Album, Platzierungen, Wochen, Auszeichnungen, Anmerkungen) | Höchstplatzierung, Gesamtwochen, AuszeichnungChartplatzierungen (Jahr, Titel, Album, Platzierungen, Wochen, Auszeichnungen, Anmerkungen) | Anmerkungen                                                                       |
| Jahr | Titel Album                                                         | DE | AT | CH | NL | BEF | Anmerkungen                                                                       |
| ---- | ------------------------------------------------------------------- | --- | --- | --- | --- | --- | --------------------------------------------------------------------------------- |
| 1997 | Ik zing dit lied voor jou alleen                                    | — | — | — | NL1 (15 Wo.)NL | BEF1 (21 Wo.)BEF | Erstveröffentlichung: 22. März 1997                                               |
| 1997 | Pappie, waar blijf je nou? Ik zing dit lied voor jou alleen         | — | — | — | NL9 (5 Wo.)NL | BEF40 (3 Wo.)BEF | Erstveröffentlichung: 7. Juni 1997                                                |
| 1997 | Ave Maria Kerstmis met Jantje Smit                                  | — | — | — | NL13 (8 Wo.)NL | BEF35 (10 Wo.)BEF | Erstveröffentlichung: 1. November 1997                                            |
| 1998 | Het land van mijn dromen                                            | — | — | — | NL11 (9 Wo.)NL | BEF46 (1 Wo.)BEF | Erstveröffentlichung: 28. März 1998                                               |
| 1998 | O sole mio Het land van mijn dromen                                 | — | — | — | NL28 (3 Wo.)NL | — | Erstveröffentlichung: 1998                                                        |
| 1999 | Puik idee ballade Jantje Smit                                       | — | — | — | NL18 (4 Wo.)NL | — | Erstveröffentlichung: 12. Juni 1999 mit Normaal                                   |
| 2005 | Vrienden voor het leven / Als de nacht verdwijnt (live) Jansmit.com | — | — | — | NL16 (18 Wo.)NL | — | Erstveröffentlichung: 5. März 2005                                                |
| 2005 | Boom boom bailando Jansmit.com                                      | — | — | — | NL23 (4 Wo.)NL | BEF24 (5 Wo.)BEF | Erstveröffentlichung: 11. Juni 2005                                               |
| 2005 | Laura Jansmit.com                                                   | — | — | — | NL7 (16 Wo.)NL | BEF9 (11 Wo.)BEF | Erstveröffentlichung: 1. Oktober 2005                                             |
| 2006 | Hoe kan ik van je dromen? Jansmit.com                               | — | — | — | NL24 (5 Wo.)NL | — | Erstveröffentlichung: 18. Februar 2006                                            |
| 2006 | Als de morgen is gekomen Op weg naar geluk                          | — | — | — | NL1 (16 Wo.)NL | — | Erstveröffentlichung: 19. August 2006                                             |
| 2006 | Cupido Op weg naar geluk                                            | — | — | — | NL1 (9 Wo.)NL | BEF36 (3 Wo.)BEF | Erstveröffentlichung: 11. November 2006                                           |
| 2007 | Op weg naar geluk                                                   | — | — | — | NL1 (6 Wo.)NL | — | Erstveröffentlichung: 24. März 2007                                               |
| 2007 | Dan volg je haar benen / *Calypso Stilte in de storm                | — | — | — | NL1 (14 Wo.)NL | — | Erstveröffentlichung: 20. Oktober 2007 * mit John Denver                          |
| 2008 | Stilte in de storm                                                  | — | — | — | NL2 (11 Wo.)NL | — | Erstveröffentlichung: 5. Juli 2008                                                |
| 2008 | Als je lacht Stilte in de storm                                     | — | — | — | NL3 (8 Wo.)NL | — | Erstveröffentlichung: 25. Oktober 2008                                            |
| 2009 | Je naam in de sterren Stilte in de storm                            | — | — | — | NL11 (6 Wo.)NL | — | Erstveröffentlichung: 14. Februar 2009                                            |
| 2010 | Leef nu het kan Leef                                                | — | — | — | NL5 (11 Wo.)NL | — | Erstveröffentlichung: 20. Februar 2010                                            |
| 2010 | Terug in de tijd Leef                                               | — | — | — | NL34 (3 Wo.)NL | — | Erstveröffentlichung: 5. Juni 2010                                                |
| 2010 | Zie wel hoe ik thuis kom Leef                                       | — | — | — | NL33 (2 Wo.)NL | — | Erstveröffentlichung: 11. September 2010                                          |
| 2011 | Niemand zo trots als wij –                                          | — | — | — | NL19 Platin · (5 Wo.)NL | BEF28 (2 Wo.)BEF | Erstveröffentlichung: 1. Januar 2011                                              |
| 2011 | Hou je dan nog steeds van mij –                                     | — | — | — | NL34 Gold · (3 Wo.)NL | BEF44 (1 Wo.)BEF | Erstveröffentlichung: 17. September 2011                                          |
| 2012 | Echte vrienden Vrienden                                             | — | — | — | NL10 Platin · (8 Wo.)NL | — | Erstveröffentlichung: 24. Mai 2012 mit Gerard Joling                              |
| 2012 | Altijd daar Vrienden                                                | — | — | — | NL28 (6 Wo.)NL | — | Erstveröffentlichung: 19. August 2012                                             |
| 2012 | Sla je armen om me heen Vrienden                                    | — | — | — | NL16 Platin · (6 Wo.)NL | — | Erstveröffentlichung: 19. Oktober 2012 mit Roos van Erkel                         |
| 2014 | Nederland Wordt Kampioen –                                          | — | — | — | NL— GoldNL | — | Erstveröffentlichung: 16. Mai 2014 mit Johnny de Mol Platz eins der Dutch Top 100 |
| 2014 | Jij & ik                                                            | — | — | — | NL22 Gold · (5 Wo.)NL | — | Erstveröffentlichung: 8. August 2014                                              |
| 2014 | Handen omhoog Jij & ik                                              | — | — | — | NL26 Gold · (3 Wo.)NL | — | Erstveröffentlichung: 3. Oktober 2014 mit Kraantje Pappie                         |
| 2015 | Recht uit m’n hart Recht uit m’n hart – Ballades                    | — | — | — | NL— GoldNL | — | Erstveröffentlichung: 23. Januar 2015                                             |
| 2015 | Kleine Superster Jij & ik                                           | — | — | — | NL— GoldNL | — | Erstveröffentlichung: 1. Mai 2015                                                 |
| 2016 | Kom Dichterbij Me 20                                                | — | — | — | NL24 Gold · (4 Wo.)NL | — | Erstveröffentlichung: 19. September 2016 mit Broederliefde                        |
| 2018 | Ik Wil Slapen Met andere woorden                                    | — | — | — | NL— GoldNL | — | Erstveröffentlichung: 29. Juni 2018 mit Alain Clark & Glen Faria                  |
| 2019 | Altijd –                                                            | — | — | — | — | BEF26 (3 Wo.)BEF | Erstveröffentlichung: 11. Oktober 2019 mit Gert Verhuls & James Cooke             |
| 2021 | Zolang Je Bij Me Bent Boven Jan                                     | — | — | — | NL— GoldNL | — | Erstveröffentlichung: 20. August 2021                                             |
| 2022 | Tussen Jou en Mij Gewoon Willem                                     | — | — | — | NL31 Gold · (7 Wo.)NL | — | Erstveröffentlichung: 10. Juni 2022 mit Waylon als „Willem & Jan“                 |
| 2023 | Van goes tot purmerend –                                            | — | — | — | NL— GoldNL | — | Erstveröffentlichung: 22. August 2023 mit Marco Schuitmaker                       |
| 2025 | Tranquilo –                                                         | — | — | — | NL40 (… Wo.)NL | — | Erstveröffentlichung: 6. Juni 2025                                                |

### Als Gastmusiker
| Jahr | Titel Album                        | Höchstplatzierung, Gesamtwochen, AuszeichnungChartplatzierungen (Jahr, Titel, Album, Platzierungen, Wochen, Auszeichnungen, Anmerkungen) | Höchstplatzierung, Gesamtwochen, AuszeichnungChartplatzierungen (Jahr, Titel, Album, Platzierungen, Wochen, Auszeichnungen, Anmerkungen) | Höchstplatzierung, Gesamtwochen, AuszeichnungChartplatzierungen (Jahr, Titel, Album, Platzierungen, Wochen, Auszeichnungen, Anmerkungen) | Höchstplatzierung, Gesamtwochen, AuszeichnungChartplatzierungen (Jahr, Titel, Album, Platzierungen, Wochen, Auszeichnungen, Anmerkungen) | Höchstplatzierung, Gesamtwochen, AuszeichnungChartplatzierungen (Jahr, Titel, Album, Platzierungen, Wochen, Auszeichnungen, Anmerkungen) | Anmerkungen                                                  |
| Jahr | Titel Album                        | DE | AT | CH | NL | BEF | Anmerkungen                                                  |
| ---- | ---------------------------------- | --- | --- | --- | --- | --- | ------------------------------------------------------------ |
| 1996 | Mama A Symphonic Night             | — | — | — | NL12 (7 Wo.)NL | — | Erstveröffentlichung: 11. November 1996 mit BZN              |
| 1999 | Zet ’m op Jan –                    | — | — | — | — | — | Erstveröffentlichung: 1999 mit Normaal                       |
| 2000 | Ich zeig’ dir die Berge            | — | — | — | — | — | Erstveröffentlichung: 14. April 2000 mit Oswald Sattler      |
| 2005 | Als je iets kan doen –             | — | — | — | NL1 (9 Wo.)NL | — | Erstveröffentlichung: 7. Januar 2005 mit Artiesten voor Azië |
| 2009 | Mi Rowsu (Tuintje in mijn hart) –  | — | — | — | NL1 Platin · (17 Wo.)NL | — | Erstveröffentlichung: 24. Juli 2009 Damaru feat. Jan Smit    |
| 2012 | Zingen lachen dansen De Romeo’s 10 | — | — | — | — | BEF23 (5 Wo.)BEF | Erstveröffentlichung: 3. September 2012 mit De Romeo’s       |

## Videoalben
- 2004: Onderweg 2003/2004
- 2005: Live Op de bühne (NL: Platin)
- 2008: Live uit Noord-Holland
- 2009: Live ’09 – Jan Smit komt naar je toe tour 08/09

## Boxsets
- 2004: Rosen für Mamatschi – Das Beste – Die Mega Fanbox
- 2009: Tulpen aus Amsterdam

## Sonderveröffentlichungen
| Jahr | Titel Musiklabel                                   | Anmerkungen                                                        |
| ---- | -------------------------------------------------- | ------------------------------------------------------------------ |
| 2006 | Star Edition Koch Volendam                         | Erstveröffentlichung: 2006 Teil der Serie Star Edition             |
| 2007 | Carmen Nebel präsentiert Jantje Smit Koch Volendam | Erstveröffentlichung: 2007 Teil der Serie Carmen Nebel präsentiert |

## Statistik

### Chartauswertung
|                     | DE    | AT    | CH    | NL     | BEF      |
| ------------------- | ----- | ----- | ----- | ------ | -------- |
| Nummer-eins-Alben   | DE—DE | AT—AT | CH—CH | NL12NL | BEF2BEF  |
| Top-10-Alben        | DE1DE | AT1AT | CH—CH | NL20NL | BEF8BEF  |
| Alben in den Charts | DE7DE | AT9AT | CH2CH | NL24NL | BEF22BEF |

|                       | DE    | AT    | CH    | NL     | BEF      |
| --------------------- | ----- | ----- | ----- | ------ | -------- |
| Nummer-eins-Singles   | DE—DE | AT—AT | CH—CH | NL7NL  | BEF1BEF  |
| Top-10-Singles        | DE—DE | AT—AT | CH—CH | NL13NL | BEF2BEF  |
| Singles in den Charts | DE—DE | AT—AT | CH—CH | NL29NL | BEF10BEF |

### Auszeichnungen für Musikverkäufe
Anmerkung: Auszeichnungen in Ländern aus den Charttabellen bzw. Chartboxen sind in ebendiesen zu finden.
| Land/RegionAuszeichnungen für Musikverkäufe (Land/Region, Auszeichnungen, Verkäufe, Quellen) | Gold       | Platin       | Verkäufe  | Quellen           |
| -------------------------------------------------------------------------------------------- | ---------- | ------------ | --------- | ----------------- |
| Belgien (BRMA)                                                                               | Gold1      | Platin1      | 30.000    | ultratop.be       |
| Deutschland (BVMI)                                                                           | 2× Gold2   | —            | 400.000   | musikindustrie.de |
| Niederlande (NVPI)                                                                           | 16× Gold16 | 18× Platin18 | 1.275.000 | nvpi.nl           |
| Österreich (IFPI)                                                                            | Gold1      | —            | 25.000    | ifpi.at           |
| Insgesamt                                                                                    | 20× Gold20 | 19× Platin19 |           |                   |